# Sharpeville
Sharpeville è una township nel Gauteng meridionale, in Sudafrica, situata fra le città di Vanderbijlpark e Vereeniging. Fu fondata nel 1942. Il luogo è diventato tristemente noto in seguito al massacro di Sharpeville (21 marzo 1960), uno degli episodi più cruenti nella storia dell'apartheid.

## Storia
La township fu creata nel 1942 dal governo sudafricano nel contesto della politica dell'apartheid; come nel caso di altre township, lo scopo era quello di creare abitazioni per la popolazione nera che veniva progressivamente allontanata dalle aree abitate dai bianchi. La township contava inizialmente 5466 abitazioni.
Il 21 marzo 1960 una folla di dimostranti si riunì di fronte alla stazione di polizia di Sharpeville per protestare contro la legge chiamata Urban Areas Act, che obbligava i cittadini neri a esibire un lasciapassare per allontanarsi dalla loro zona di residenza. La polizia aprì il fuoco sulla folla, dando luogo al primo massacro della storia del Sudafrica segregazionista.